# Porsche 914
Porsche 914, även kallad VW-Porsche 914, är en sportbil utvecklad av Porsche och Volkswagen under 1960-talet och lanserad vid bilmässan i Frankfurt am Main 1969. Porsche 914 är en låg sportbil med öppningsbart tak och mittmotor, som var monterad alldeles framför bakaxeln med växellådan bakom. Viktförhållandet var 47 % fram och 53 % bak, vilket var tämligen likt viktförhållandet på dåtidens formel 1-bilar. Bilen var ett samarbete mellan Porsche och Volkswagen som hade pågått i fyra år innan bilen visades för allmänheten för första gången.
Porsche 914 tillverkades totalt i 118 992 exemplar varav 115 646 var utrustade med en 4-cylindrig boxermotor från Volkswagen 411. Utöver dessa tillverkades cirka 3 350 Porsche 914 med olika typer av 6-cylindriga boxermotorer från Porsche, samt även två stycken 8-cylindriga specialversioner.

## Bakgrund
Porsche 914 var Porsches försök att få fram ett komplement till 911:an och Volkswagens försök att få en imagehöjande sportbil och ersättare till Volkswagen Karmann Ghia från 1950-talet. Porsches utvecklingsavdelning under ledning av Ferdinand Piëch fick ansvaret att ta fram modellen. Piëch var även projektledare för 914-projektet. Tillverkningen skulle ske i Volkswagens regi i Karmann-fabriken i Osnabrück. 
Konceptet med en billig sportbil med mittmotorkonstruktion var nyskapande. Tanken var att Porsches racingerfarenheter skulle kombineras med Volkswagens massproduktion. Projektet inleddes av Volkswagens chef Heinz Nordhoff och Ferry Porsche. Nordhoffs dotter var ingift i familjen Piëch, Porsches ägarfamilj och samarbetet bestämdes informellt genom ett handslag. 1968 presenterades den första prototypen. När Nordhoff plötsligt avled 1968 var hans ersättare Kurt Lotz inte införstådd med projektet och avtalet föll. Lotz menade att Volkswagen hade alla rättigheter till bilen. Det hela slutade i en kompromiss där ett särskilt företag, VW-Porsche Vertriebsgesellschaft mbH skapades för att marknadsföra bilen. Bolaget hade sitt säte i Ludwigsburg utanför Stuttgart. Det bestämdes att modellen skulle marknadsföras som VW-Porsche i Europa och som Porsche i USA.
Med introduktionen av 1970 års modell i slutet av 1969, fanns det två olika motorer att välja emellan, 914/4 med en 1,7 liters 4-cylindrig motor från VW 411 och 914/6 med en 2 liters 6-cylindrig boxermotor från Porsche 911 T. Växellådan och fjädring fram med längsgående torsionsfjädrar kom från Porsche, i stora drag kom resten av bilen från VW:s "reservdelslåda". Just dessa dyrare motorversioner blev dock inte någon försäljningsframgång, då priset inte låg tillräckligt långt ifrån den mer renodlade Porschen i form av Porsche 911. Det innebar ju också ett avsteg ifrån konceptet att tillverka en billigare sportbil med mittmotor.
Tanken var att de fyrcylindriga bilarna skulle kallas VW-Porsche, medan de sexcylindriga enbart hette Porsche. På USA-marknaden valde man dock att kalla alla 914 för Porsche, eftersom återförsäljarna tyckte att det blev förvirrande med olika bilmärken för samma kaross. 

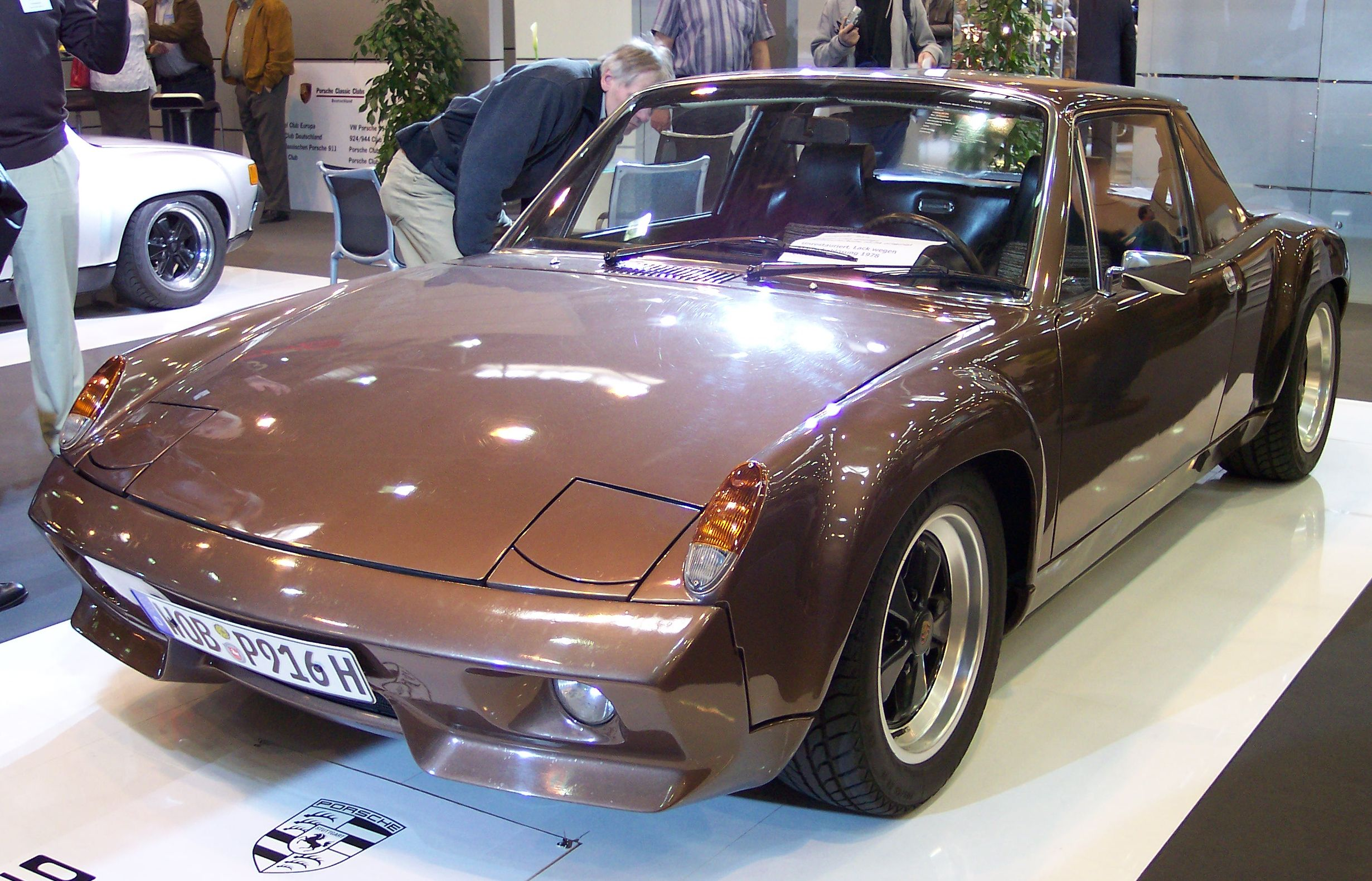
Porsche 916

Porsche 914 togs emot ganska svalt av många Porscheanhängare som hade svårt att acceptera den starka kopplingen till Volkswagen, vars logotyp fanns med i beteckningen på bakstammen. Porsche 914 var en för sin tid modern och intressant sportbil, med en lite egenartad design. Den blev bland annat uppskattad av surfare i Kalifornien.
En mindre specialserie av 914/6 tillverkades i totalt 11 exemplar 1972 och dessa bilar fick modellnamnet Porsche 916. De fanns med två olika motoralternativ med insprutning och det tillverkades 3 stycken 916 med en 2,4 liters motor från 911 S på 190 hk och 8 stycken med 2,7 liters motor från Porsche carrera på 210 hk.
Konceptet med att montera motorn framför bakaxeln återkom många år senare i Porsche Boxster, som också var en lite billigare modell än 911.

## Produktion

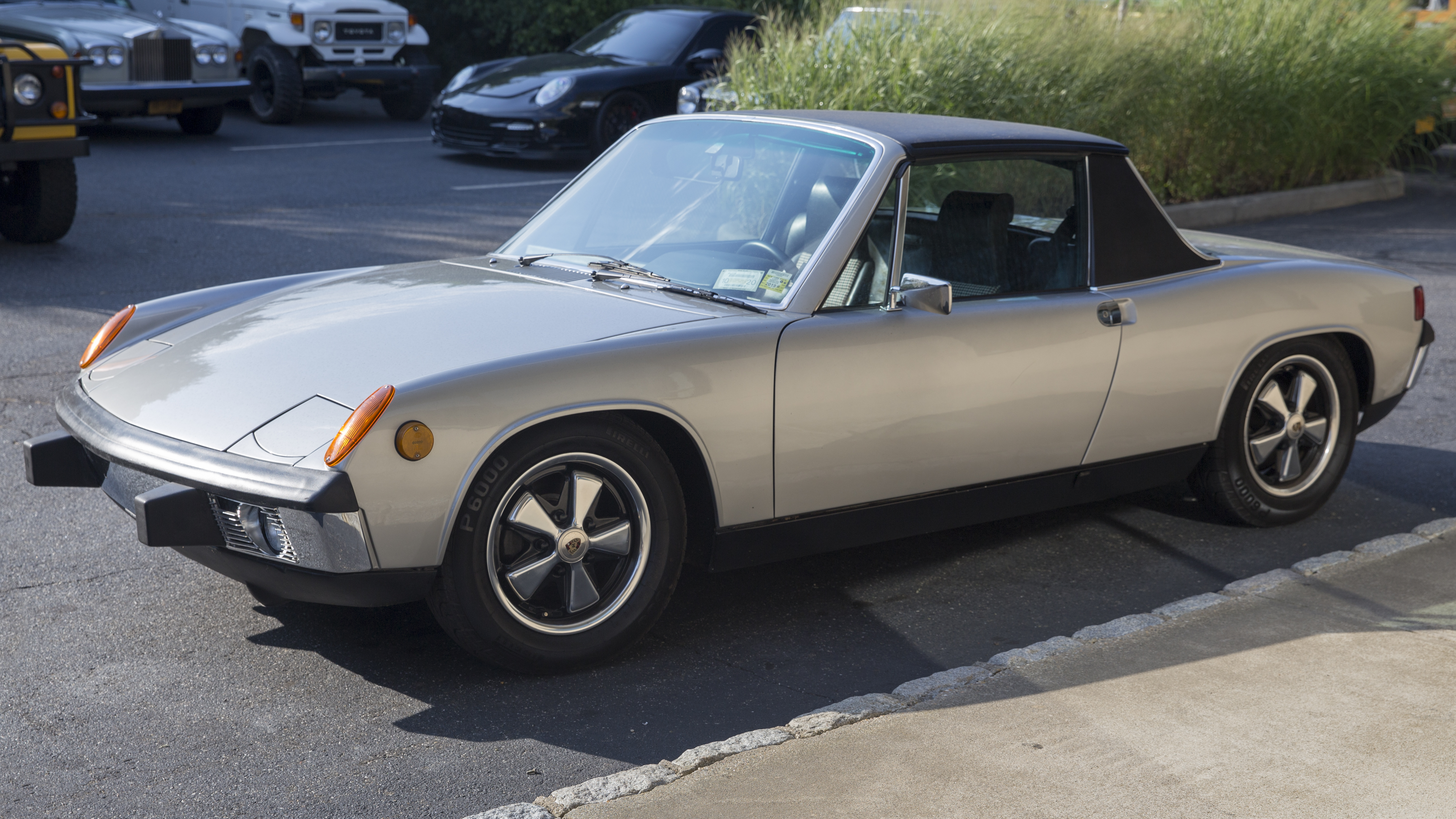
Porsche 914 i USA-version.

Produktionen under åren 1969-1975 blev 115 646 fyrcylindriga bilar och 3 333 med den sexcylindriga boxermotorn, som tillverkades 1970–1972 samt ett exemplar 1975. 1969 tillverkades även två bilar med en åttacylindrig luftkyld boxermotor på 3 liter och 300 hk, från tävlingsbilen 908, som gick under namnet Porsche 914/8. Den ena av dessa två bilar ägdes av Ferdinand Piëch och den andra av Ferry Porsche.
Under 1976 upphörde tillverkningen av 914-modellen, som tillverkades i en 4-cylindrig USA-version på 2,0 liter och 88 hk. Totalt tillverkades 118 992 Porsche 914 med olika motoralternativ och utrustningsgrad. Modellen ersattes i Porsches sortiment med 924, som var en mer konventionellt byggd bil med motorn fram och drivning bak. Denna modell var Porsches första med frontmotor och övergav VW för att i stället använda en motor från Audi 100, samma motor återfanns även i lätta lastbilen Volkswagen LT.

## Kaross

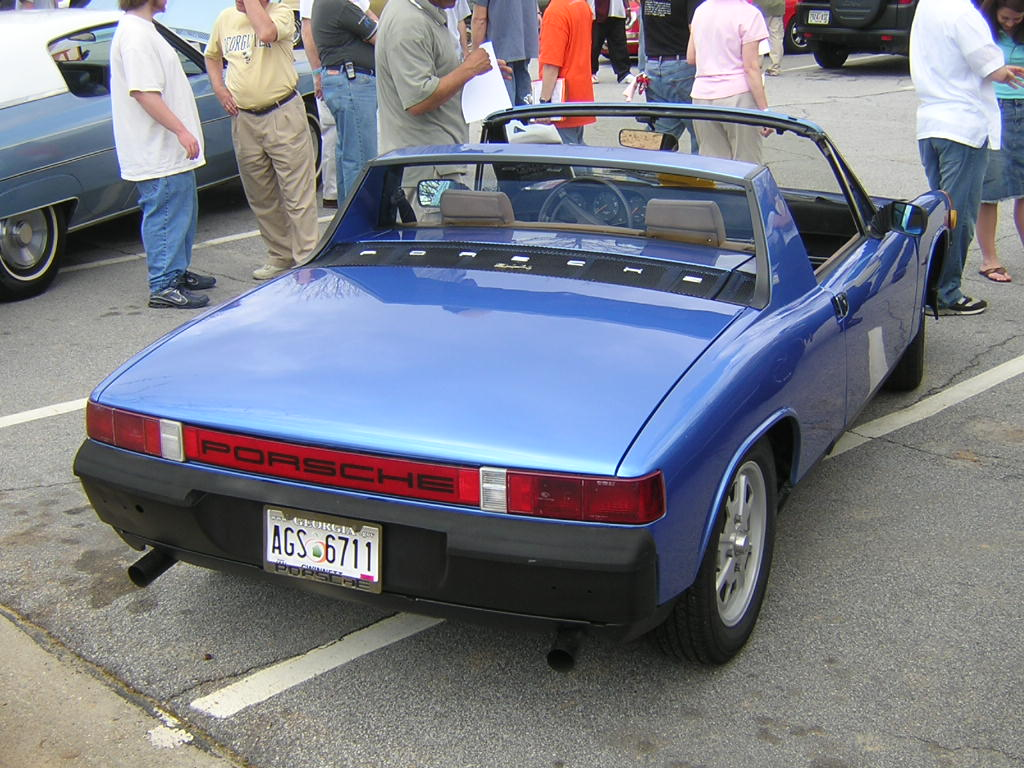
Vy bakifrån

Karossen byggdes av Karmann i Osnabrück, där också slutmonteringen skedde. Karossen var försedd med ett främre och ett bakre bagageutrymme samt en smal motorlucka, omedelbart bakom den tvåsitsiga kupéns bakruta. Bilen var försedd med ett löstagbart glasfibertak, som enkelt gick att ta av med fyra snabbfästen. Det så kallade targa-taket kunde sedan förvaras överst i det bakre bagageutrymmet, i särskilda upphängningsfästen. Bensintanken var placerad bakom en skiljevägg i det främre bagageutrymmet direkt framför den främre torpedväggen, vilket gynnade viktfördelningen. I det främre bagaget fanns också reservhjulet placerat i botten. De uppfällbara huvudstrålkastarna var monterade på var sida den främre luckans front och drevs av separata elektriska motorer.
Den relativt smala motorluckan gav åtkomst till servicepunkter som exempelvis batteri, luftfilter, oljepåfyllning och tändsystem, men större arbeten medförde dock uttag av motorn. Detta var dock ett förhållandedevis enkelt arbete då hela motorpaketet, ihop med den bakmonterade växellådan, kunde tas ut underifrån.

## Tekniska data
| Porsche 914:                | 914/4 1.7                                                          | 914/6                                                              | 914 1.8                                                            | 914 2.0                                                            |
| --------------------------- | ------------------------------------------------------------------ | ------------------------------------------------------------------ | ------------------------------------------------------------------ | ------------------------------------------------------------------ |
| Motor:                      | 4-cyl boxermotor, bränsleinsprutning                               | 6-cyl boxermotor, förgasare                                        | 4-cyl boxermotor, förgasare                                        | 4-cyl boxermotor, bränsleinsprutning                               |
| Cylindervolym:              | 1679 cm³                                                           | 1991 cm³                                                           | 1795 cm³                                                           | 1971 cm³                                                           |
| Borrning x slaglängd:       | 90 x 66 mm                                                         | 80 x 66 mm                                                         | 93 x 66 mm                                                         | 94 x 71 mm                                                         |
| Max effekt vid varvtal:     | 80 hk vid 4 900 v/min                                              | 110 hk vid 5 800 v/min                                             | 85 hk vid 5 000 v/min                                              | 100 hk vid 5 000 v/min                                             |
| Max vridmoment vid varvtal: | 136 Nm vid 2 700 v/min                                             | 160 Nm vid 4 200 v/min                                             | 138 Nm vid 3 400 v/min                                             | 160 Nm vid 3 500 v/min                                             |
| Kompression:                | 8,2 : 1                                                            | 8,6 : 1                                                            | 8,6 : 1                                                            | 8,0 : 1                                                            |
| Ventilstyrning:             | Stötstänger                                                        | En överliggande kamaxel per cylinderrad                            | Stötstänger                                                        | Stötstänger                                                        |
| Kylning:                    | Luftkylning                                                        | Luftkylning                                                        | Luftkylning                                                        | Luftkylning                                                        |
| Kraftöverföring:            | 5-växlad växellåda, bakhjulsdrift                                  | 5-växlad växellåda, bakhjulsdrift                                  | 5-växlad växellåda, bakhjulsdrift                                  | 5-växlad växellåda, bakhjulsdrift                                  |
| Hjulupphängning fram:       | Undre tvärlänkar, stötdämparben, längsgående torsionsstavar        | Undre tvärlänkar, stötdämparben, längsgående torsionsstavar        | Undre tvärlänkar, stötdämparben, längsgående torsionsstavar        | Undre tvärlänkar, stötdämparben, längsgående torsionsstavar        |
| Hjulupphängning bak:        | Fyrledad drivaxel, snett bakåtriktade triangellänkar, skruvfjädrar | Fyrledad drivaxel, snett bakåtriktade triangellänkar, skruvfjädrar | Fyrledad drivaxel, snett bakåtriktade triangellänkar, skruvfjädrar | Fyrledad drivaxel, snett bakåtriktade triangellänkar, skruvfjädrar |
| Kaross:                     | Självbärande stålkaross                                            | Självbärande stålkaross                                            | Självbärande stålkaross                                            | Självbärande stålkaross                                            |
| Spårvidd fram/bak:          | 1337/1374 mm                                                       | 1361/1382 mm                                                       | 1361/1382 mm                                                       | 1361/1382 mm                                                       |
| Hjulbas:                    | 2450 mm                                                            | 2450 mm                                                            | 2450 mm                                                            | 2450 mm                                                            |
| Däck:                       | 155 SR 15                                                          | 185 HR 14                                                          | 165 SR 15                                                          | 165 HR 15                                                          |
| Längd x bredd x höjd:       | 3985 x 1650 x 1220 mm                                              | 3985 x 1650 x 1220 mm                                              | 3985 x 1650 x 1230 mm                                              | 3985 x 1650 x 1230 mm                                              |
| Tomvikt:                    | 940 kg                                                             | 985 kg                                                             | 950 kg                                                             | 950 kg                                                             |
| Topphastighet:              | 186,5 km/h                                                         | 207 km/h                                                           | 178 km/h                                                           | 190 km/h                                                           |